# Коблова Валерія Сергіївна
Валерія Сергіївна Коблова (Жолобова) (рос. Валерия Сергеевна Коблова (Жолобова); нар. 9 жовтня 1992, Єгор'євськ, Московська область) — російська борчиня вільного стилю, срібна та бронзова призерка чемпіонатів світу, чемпіонка Європи, дворазова срібна призерка Кубків світу, чемпіонка Універсіади, срібна призерка Олімпійських ігор. Шестиразова чемпіонка Росії. Заслужений майстер спорту з вільної боротьби.

## Біографія
Боротьбою займається з 2004 року. Перший тренер — О. Ю. Чернов. Чемпіонка та дворазова срібна призерка чемпіонатів Європи серед кадетів, срібна та бронзова призерка чемпіонатів світу серед юніорів.
Чемпіонка Росії (2011 — до 59 кг; 2012, 2013 — до 55 кг; 2014, 2016, 2017 — до 58 кг).
У збірній команді Росії з 2006 року.
Виступає за ЦЛВС («Московська область»).
У фіналі літніх Олімпійських ігор 2016 поступилася триразовій олімпійській чемпіонці Каорі Ітьо з Японії з рахунком 2:3, хоча за декілька секунд до кінця сутички вела у рахунку 2:1, дозволивши суперниці учетверте взяти олімпійське золото. 
Випускниця Московського державного обласного соціально-гуманітарного інституту.

## Державні нагороди
Нагороджена медаллю ордену «За заслуги перед Вітчизною» І ступеня (25 серпня 2016 року), Почесною грамотою Президента Російської Федерації (19 липня 2013 року).

## Спортивні результати на міжнародних змаганнях

### Виступи на Олімпіадах
| Змагання                    | Збірна                     | Вагова категорія          | Місце  |
| --------------------------- | -------------------------- | ------------------------- | ------ |
| Літні Олімпійські ігри 2012 | Росія                      | жіноча боротьба, до 55 кг | 5      |
| Літні Олімпійські ігри 2016 | Росія                      | жіноча боротьба, до 58 кг | Срібло |
| Літні Олімпійські ігри 2020 | Олімпійський комітет Росії | жіноча боротьба, до 57 кг | 5      |

### Виступи на Чемпіонатах світу
| Змагання                        | Збірна | Вагова категорія          | Місце  |
| ------------------------------- | ------ | ------------------------- | ------ |
| Чемпіонат світу з боротьби 2011 | Росія  | жіноча боротьба, до 59 кг | 9      |
| Чемпіонат світу з боротьби 2013 | Росія  | жіноча боротьба, до 55 кг | Бронза |
| Чемпіонат світу з боротьби 2014 | Росія  | жіноча боротьба, до 58 кг | Срібло |
| Чемпіонат світу з боротьби 2017 | Росія  | жіноча боротьба, до 58 кг | 24     |

### Виступи на Чемпіонатах Європи
| Змагання                         | Збірна | Вагова категорія          | Місце  |
| -------------------------------- | ------ | ------------------------- | ------ |
| Чемпіонат Європи з боротьби 2014 | Росія  | жіноча боротьба, до 58 кг | Золото |
| Чемпіонат Європи з боротьби 2017 | Росія  | жіноча боротьба, до 58 кг | 7      |
| Чемпіонат Європи з боротьби 2021 | Росія  | жіноча боротьба, до 62 кг | 5      |

### Виступи на Європейських іграх
| Змагання              | Збірна | Вагова категорія          | Місце |
| --------------------- | ------ | ------------------------- | ----- |
| Європейські ігри 2015 | Росія  | жіноча боротьба, до 58 кг | 8     |

### Виступи на Кубках світу
| Змагання                    | Збірна | Вагова категорія          | Місце  |
| --------------------------- | ------ | ------------------------- | ------ |
| Кубок світу з боротьби 2012 | Росія  | жіноча боротьба, до 55 кг | Срібло |
| Кубок світу з боротьби 2015 | Росія  | жіноча боротьба, до 58 кг | Срібло |

### Виступи на Універсіадах
| Змагання               | Збірна | Вагова категорія          | Місце  |
| ---------------------- | ------ | ------------------------- | ------ |
| Літня Універсіада 2013 | Росія  | жіноча боротьба, до 55 кг | Золото |

### Виступи на інших змаганнях
| Змагання                                                      | Збірна | Вагова категорія          | Місце  |
| ------------------------------------------------------------- | ------ | ------------------------- | ------ |
| Золотий Гран-прі з боротьби 2012 (Красноярськ)                | Росія  | жіноча боротьба, до 55 кг | Срібло |
| Золотий Гран-прі з боротьби 2012 (Кліппан )                   | Росія  | жіноча боротьба, до 55 кг | 5      |
| Klippan Lady Open 2014                                        | Росія  | жіноча боротьба, до 58 кг | Срібло |
| Відкритий чемпіонат Польщі з вільної боротьби 2014            | Росія  | жіноча боротьба, до 58 кг | Золото |
| Вогні Москви 2014                                             | Росія  | жіноча боротьба, до 58 кг | Золото |
| Відкритий кубок Росії з вільної боротьби 2014                 | Росія  | жіноча боротьба, до 58 кг | Срібло |
| Гран-прі Німеччини з боротьби 2015                            | Росія  | жіноча боротьба, до 58 кг | Бронза |
| Олімпійський кваліфікаційний турнір з боротьби 2016 (Стамбул) | Росія  | жіноча боротьба, до 58 кг | Золото |
| Чемпіонат Росії з вільної боротьби 2016                       | Росія  | жіноча боротьба, до 58 кг | Золото |
| Гран-прі Іспанії з боротьби 2016                              | Росія  | жіноча боротьба, до 58 кг | Золото |
| Klippan Lady Open 2017                                        | Росія  | жіноча боротьба, до 58 кг | Золото |
| Чемпіонат Росії з вільної боротьби 2017                       | Росія  | жіноча боротьба, до 58 кг | Золото |
| Чемпіонат Росії з вільної боротьби 2020                       | Росія  | жіноча боротьба, до 59 кг | Золото |
| Відкритий чемпіонат Польщі з вільної боротьби 2021            | Росія  | жіноча боротьба, до 57 кг | 5      |

### Виступи на змаганнях молодших вікових груп
| Змагання                                       | Збірна | Вагова категорія          | Місце  |
| ---------------------------------------------- | ------ | ------------------------- | ------ |
| Чемпіонат Європи з боротьби серед кадетів 2007 | Росія  | жіноча боротьба, до 52 кг | Срібло |
| Чемпіонат Європи з боротьби серед кадетів 2008 | Росія  | жіноча боротьба, до 56 кг | Срібло |
| Чемпіонат Європи з боротьби серед кадетів 2009 | Росія  | жіноча боротьба, до 60 кг | Золото |
| Чемпіонат світу з боротьби серед юніорів 2010  | Росія  | жіноча боротьба, до 59 кг | Срібло |
| Чемпіонат світу з боротьби серед юніорів 2011  | Росія  | жіноча боротьба, до 59 кг | Бронза |
| Чемпіонат Європи з боротьби серед молоді 2015  | Росія  | жіноча боротьба, до 58 кг | Золото |